# Рейхсфюрер СС

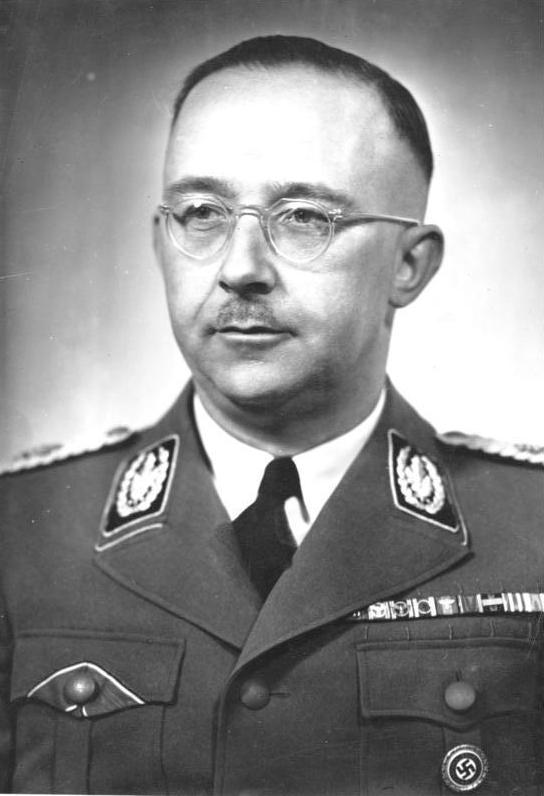
Рейхсфюрер СС Генрих Гиммлер

Рейхсфюрер СС (нем. Reichsführer SS, или нем. Reichsführer-SS «имперский вождь охранных отрядов») — первоначально до 20 июля 1934 года специальная должность, а затем и высшее звание в СС (в 1925—1926 годах эта должность называлась оберляйтер СС, то есть «старший руководитель СС»).
Должность рейхсфюрера CC была создана в 1926 году Йозефом Берхтольдом. Предшественник Берхтольда, оберляйтер СС Юлиус Шрек, никогда не называл себя «рейхсфюрером», однако его стали так именовать в более поздние годы.
В 1929 году на должность рейхсфюрера СС был назначен оберфюрер СС Генрих Гиммлер. С 1 мая 1931 он носил звание группенфюрера СС, с 15 декабря 1932 звание обергруппенфюрера СС, а 1 января 1933 получил высшее на то время звание в СА — обергруппенфюрер СА. С 20 июля 1934 года, после Ночи длинных ножей, должность рейхсфюрера СС стала официальным званием — высшим званием в СС, соответствующим званию генерал-фельдмаршала в немецкой армии.
За всю историю СС только пять человек занимали должность оберляйтера и рейхсфюрера СС.
| имя             | период                         | номер билета СС | дата вступления в СС            | номер билета НСДАП |
| --------------- | ------------------------------ | --------------- | ------------------------------- | ------------------ |
| Юлиус Шрек      | 1925—1926                      | 5               | 4 апреля 1925 (сооснователь СС) | 53                 |
| Йозеф Берхтольд | 1926—1927                      |                 | —                               | 964                |
| Эрхард Хайден   | 1927—1929                      |                 | —                               | 74                 |
| Генрих Гиммлер  | 6 января 1929 — 29 апреля 1945 | 168             | 8 августа 1925                  | 14303              |
| Карл Ханке      | 29 апреля — 8 мая 1945         | 203.013         | 15 февраля 1934                 | 102606             |

| Звания СС                         |               |                    |
| Младшее звание Оберстгруппенфюрер | Рейхсфюрер СС | Старшее звание нет |

## Знаки различия

Погон
Петлицы (1942-45)
Нашивка на маскировочный костюм
Автомобильный штандарт